# 気まぐれ百年
『気まぐれ百年』（きまぐれひゃくねん）は、1966年4月4日から同年5月1日まで日本テレビ系列局で放送されていた日本テレビ製作のバラエティ番組である。日立製作所の一社提供。全4回。

## 概要
明治（1868年 - 1912年）と番組放送当時（1966年）の文化をさまざまな角度から比較することで、その100年間が残していったものを視聴者に伝えようとしていた風刺混じりの番組。視聴率は高かったが、「風刺が過ぎる」とスポンサーの日立からクレームがつき、2回目以降内容変更のうえ、わずか4回で打ち切られた。本番組から日本テレビ系列の日立製作所および日立グループ一社提供枠はだんトツ!!平成キングの後半枠まで32年間続いた。

## 放送時間
いずれも日本標準時。
- 月曜 21:00 - 21:30 （1966年4月4日 - 1966年4月11日）
- 日曜 21:00 - 21:30 （1966年4月24日 - 1966年5月1日）

## 出演者
- 青島幸男
- 牧伸二
- 楠トシエ
- 鈴木やすし（後の鈴木ヤスシ）
- 姫ゆり子
- 堺駿二
- 熊倉一雄
- 西岡慶子
- ジェリー藤尾
- 木の実ナナ
- 月の家圓鏡（後の八代目橘家圓蔵）
- ほか

## スタッフ
- 構成：青島幸男
- 音楽：宇野誠一郎
- 演出：早川恒夫

## 放送リスト
| 回 | 放送日  | サブタイトル     |
| -- | ------- | ---------------- |
| 1  | 4月4日  | 映画の巻         |
| 2  | 4月11日 | 大学の巻         |
| 3  | 4月24日 | 恋愛の巻         |
| 4  | 5月1日  | ベストセラーの巻 |

参考：『東京新聞』東京新聞社、1966年4月4日 - 同年5月1日付のテレビ欄。